# Frederica von Stade
Frederica von Stade (Somerville, 1º giugno 1945) è un mezzosoprano statunitense.

## Biografia
Vissuta con la madre fra Stati Uniti, Grecia e Italia, compì gli studi musicali al Mannes Collège of Music di New York.
Debuttò al Metropolitan Opera di New York nel 1970 come 3° fanciullo ne Il flauto magico, seguito da Madama Butterfly. È apparsa successivamente più volte al Met e nei più importanti teatri del mondo.
Di scuola essenzialmente belcantistica, è nota soprattutto, oltre che per i ruoli mozartiani, per le interpretazioni de Il barbiere di Siviglia e La Cenerentola di Rossini, de La sonnambula di Bellini e di opere dell'Ottocento francese. Ha creato il ruolo di Tina (scritto appositamente per lei da Dominick Argento) in The Aspern Papers all'Opera di Dallas. Ha scritto per lei anche Jake Heggie (Three Decembers), mentre Richard Danielpour ha composto Elegies (per orchestra, mezzosoprano e baritono) in memoria di suo padre, Charles von Stade, morto due mesi prima della sua nascita durante la seconda guerra mondiale.
Ha svolto anche una notevole attività concertistica ed è apparsa in musical come Tutti insieme appassionatamente e Magnolia Hawks/Kim in Show Boat. Ha cantato alla cerimonia di apertura dei Giochi olimpici invernali di Salt Lake City nel 2002.
Ha eseguito più di settanta registrazioni fra opere complete, recitals di arie e di canzoni pop, che le hanno valso due Grand Prix du Disque, un "Deutscher Schallplattenpreis", un "Premio della critica discografica" e sei nomination al Grammy.
È stata insignita dell'Ordre des Arts et des Lettres e nel 1983 il presidente USA Ronald Reagan le ha consegnato alla Casa Bianca un premio per il contributo alla diffusione dell'arte.

## CD parziale
| Anno | Titolo Ruolo                     | Cast                                                 | Direttore           | Casa        |
| ---- | -------------------------------- | ---------------------------------------------------- | ------------------- | ----------- |
| 1974 | Le nozze di Figaro Cherubino     | José van Dam, Mirella Freni, Tom Krause              | Herbert von Karajan | Opera d'Oro |
| 1975 | La fedeltà premiata Amaranta     | Lucia Valentini Terrani, Ileana Cotrubaș, Luigi Alva | Antal Doráti        | Philips     |
| 1976 | La clemenza di Tito Annio        | Stuart Burrows, Janet Baker, Lucia Popp              | Colin Davis         | Philips     |
|      | Der Rosenkavalier Octavian       | Evelyn Lear, Ruth Welting, Jules Bastin              | Edo de Waart        | Philips     |
| 1977 | Così fan tutte Dorabella         | Kiri Te Kanawa, Teresa Stratas, David Rendall        | Alain Lombard       | Erato       |
|      | Il mondo della luna Lisetta      | Luigi Alva, Arleen Auger, Edith Matis                | Antal Dorati        | Philips     |
| 1978 | Pelléas et Mélisande Mélisande   | Richart Stilwell, José van Dam, Ruggero Raimondi     | Herbert von Karajan | EMI         |
|      | Le nozze di Figaro Cherubino     | José van Dam, Ileana Cotrubas, Tom Krause            | Herbert von Karajan | Decca       |
|      | Mignon Fréderic                  | Marilyn Horne, Alain Vanzo, Ruth Welting             | Antonio De Almeida  | Sony        |
|      | Otello Desdemona                 | José Carreras, Salvatore Fisichella, Samuel Ramey    | Jesús López Cobos   | Philips     |
|      | Cendrillon                       | Nicolai Gedda, Ruth Welting, Jane Berbié             | Julius Rudel        | CBS         |
| 1979 | Hansel e Gretel Hansel           | Ileana Cotrubas, Siegmund Nimsgern, Christa Ludwig   | John Pritchard      | CBS         |
| 1980 | Werther Charlotte                | José Carreras, Isobel Buchanan, Robert Lloyd         | Colin Davis         | Philips     |
|      | Dardanus Iphise                  | Roger Soyer, José van Dam, Georges Gautier           | Raymond Leppard     | Erato       |
| 1981 | Le nozze di Figaro Cherubino     | Samuel Ramey, Lucia Popp, Kiri Te Kanawa             | Georg Solti         | Decca       |
|      | La damnation de Faust Marguerite | José van Dam, Kenneth Riegel, Malcolm King           | Georg Solti         | Decca       |
| 1991 | Chérubin Chéuribin               | June Anderson, Samuel Ramey, Dawn Upshaw             | Pinchas Steinberg   | RCA         |

- Jerome Kern, Show Boat - John McGlinn/London Sinfonietta/Frederica von Stade/Jerry Hadley/Teresa Stratas/Bruce Hubbard/Karla Burns/David Garrison/Paige O'Hara/Robert Nichols/Nancy Kulp/Lillian Gish, 1988 EMI
- My Funny Valentine - Frederica Von Stade Sings Rodgers & Hart - John McGlinn/London Symphony Orchestra, 1990 EMI Angel

## DVD parziale
- Rossini, Cenerentola - Abbado/Araiza/Desderi, Jean-Pierre Ponnelle, Deutsche Grammophon